# مجموعة بيانات
مجموعة البيانات هي تشكيلة من البيانات تُمثّل عادةً على شكل جدول كل عامود في الجدول يمثل متغير معين وكل صف يعود إلى أحد عناصر مجموعة البيانات. يحدد هذا الجدول قيماً لكل متغير لهذا العنصر فمثلًا يمكن أن يحدد الطول والعرض لمجسم معين و يمكن أن تحتوي مجموعة البيانات على عنصر واحد أو أكثر بحسب عدد الصفوف.
يستخدم مصطلح مجموعة البيانات على نحو فضفاض أحياناً، فهي تشير في أحيان كثيرة إلى مجموعة بيانات في جداول مترابطة فيما بينها بعلاقات، مُشيرةً إلى تجربة أو حدث معين.
من منطلق البيانات المفتوحة يُشير مفهوم مجموعة البيانات إلى البيانات التي يتم إطلاقها في مستودع البيانات المفتوحة. فمثلاً تعداد مجاميع البيانات في البوابة الأوربية للبيانات المفتوحة هو نصف مليون مجموعة بيانات.

## خصائص مجموعة البيانات
هناك العديد من السمات التي تميز خصائص وتركيبة مجموعة البيانات. وتشمل هذه عدد وأنواع الخصائص التي تمتلكها مجموعة البيانات، فضلاً عن المقاييس الإحصائية القابلة للتطبيق على كلٍ منها، مثل الإنحراف المعياري.
القيم الموجودة في مجموعة البيانات قد تتباين، مثلاً قد تكون الأرقام أرقاماً صحيحة أو أرقاماً حقيقية، مثلاً تمثيل طول الشخص يكون عادةً في السنتمترات. ولتمثيل عرق شخص معين تُستخدم تصنيفات يتم تكوينها مما يُعرف بمستويات القياس وهكذا يتم تحديد خصائص مجموعة البيانات.
في الإحصاء غالباً ما تأتي مجاميع البيانات من ملاحظات فعلية يتم الحصول عليها من نمذجة الجمهرة أو التعداد السكاني، ويرمز كل صف في مجموعة البيانات إلى عنصر واحد من التعداد السكاني. مجاميع البيانات قد يتم تكوينها أيضاً من خوارزميات معينة بغرض فحص برامجيات معينة. بعض برامجيات التحليل الإحصائي مثل إس.بي.إس.إس ما زالت تُمثل البيانات في نمط تقليدي لمجاميع البيانات، حيث يتم إكمال البيانات المفقودة أو المشتبه بها بطرق الإلصاق أو العزو المستخدمة لإكمال مجموعة بيانات معينة.

## الأنظمة التقليدية لمجموعة البيانات
هناك عدة مجاميع بيانات تقليدية تستخدم على نطاق واسع في البحوث الإحصائية ومنها:
- مجموعة بيانات ايريس فلور: مجموعة بيانات متعددة المتغيرات قدمها رونالد فشر في عام 1936.
- قاعدة بيانات MNIST: صور لأرقام مكتوبة يدوياً، تستخدم عادة في اختبار التصنيفات، التكتلات، وخوارزميات معالجة الصور.
- الإحصائيات المتينة: مجاميع بيانات مستخدمة في الانحدار المتين وكشف النشوزات.
- بيانات بوبا ليفر نسخة محفوظة 4 أبريل 2012 على موقع واي باك مشين.: مستخدمة في أوراق بحثية عديدة وفي بحوث تعلم الآلة.